# ورنر کلهاورستر
 ورنر کلهاورستر (انگلیسی: Werner Kolhörster؛ زاده ۲۸ دسامبر ۱۸۸۷ درگذشته ۵ اوت ۱۹۴۶) یک فیزیک‌دان اهل آلمان بود. 